# 寅次郎的故事24 寅次郎春之梦
《寅次郎的故事24 寅次郎春之梦》（日語：男はつらいよ 寅次郎春の夢）是一部1979年上映的日本喜剧电影，亦是《寅次郎的故事系列》的第二十四部剧场版作品。由山田洋次导演，渥美清、倍赏千惠子、前田吟、下条正巳、三崎千惠子及香川京子等等主演。于1979年12月28日上映。香港也曾於1980年以《男人四十戇居居》的名義上映過此電影。

## 劇情簡介
因家人用他的名字開玩笑而出走的寅次郎，又回到東京柴又家中，發現自己的房間給一個叫米高的美國人入住了。原來櫻見在街頭販賣維他命的米高，收入微薄，無法付得起房錢，故此讓出寅次郎的房間給米高暫住。寅次郎為趕走米高，不斷作弄他。為了溝通方便，家人找來滿男的英文老師惠美及惠美的母親圭子充當翻譯。寅次郎對圭子一見鍾情，於圭子房子的裝修更熱情地幫忙。米高承認愛上了櫻，但櫻表示"不可能"，米高將櫻的照片帶在身上返回美國。最終，兩個男人之間找到相同的地方比他們想像的多。

## 主要演员
- 车寅次郎：渥美清
- 高井圭子：香川京子
- 迈克尔·乔丹：Herbert Edelman
- 高井惠美：林宽子
- 诹访樱：倍赏千惠子
- 诹访博：前田吟
- 诹访满男：中村隼人
- 车龙造：下条正巳
- 车つね：三崎千惠子
- 桂梅太郎：太宰久雄
- 源公：佐藤蛾次郎
- 御前样：笠智众
- 木匠大师: 犬冢弘
- 柳田：梅野泰靖
- 影院客人：殿山泰司

### 英文
- . 英国电影协会.   [2014-01-25]. （原始内容存档于2014-02-18） （英语）.
- . Complete Index to World Film.   [2014-01-25]. （原始内容存档于2014-02-02） （英语）.
- 互联网电影数据库（IMDb）上《Otoko wa tsurai yo: Torajirô haru no yume (1979)》的资料（英文）
- Galbraith IV, Stuart. . DVD Talk. 2006-01-27  [2014-01-25]. （原始内容存档于2014-02-19） （英语）.

### 德文
- . www.molodezhnaja.ch.   [2014-01-25]. （原始内容存档于2013-05-20） （德语）.

### 日文
- . www.allcinema.net.   [2014-01-25]. （原始内容存档于2013-12-07） （日语）.
- . 日本电影院数据库（日本文化厅）.   [2014-01-25]. （原始内容存档于2014-02-02） （日语）. 外部链接存在于|publisher= (帮助)
- . 日本电影数据库.   [2014-01-25]. （原始内容存档于2013-11-05） （日语）.
- . 电影旬报.   [2014-01-25]. （原始内容存档于2012-03-21） （日语）.

### 中文
- . 豆瓣电影.   [2014-01-25]. （原始内容存档于2014-02-02）.